# Национальный фольклорный фестиваль в Гирокастре

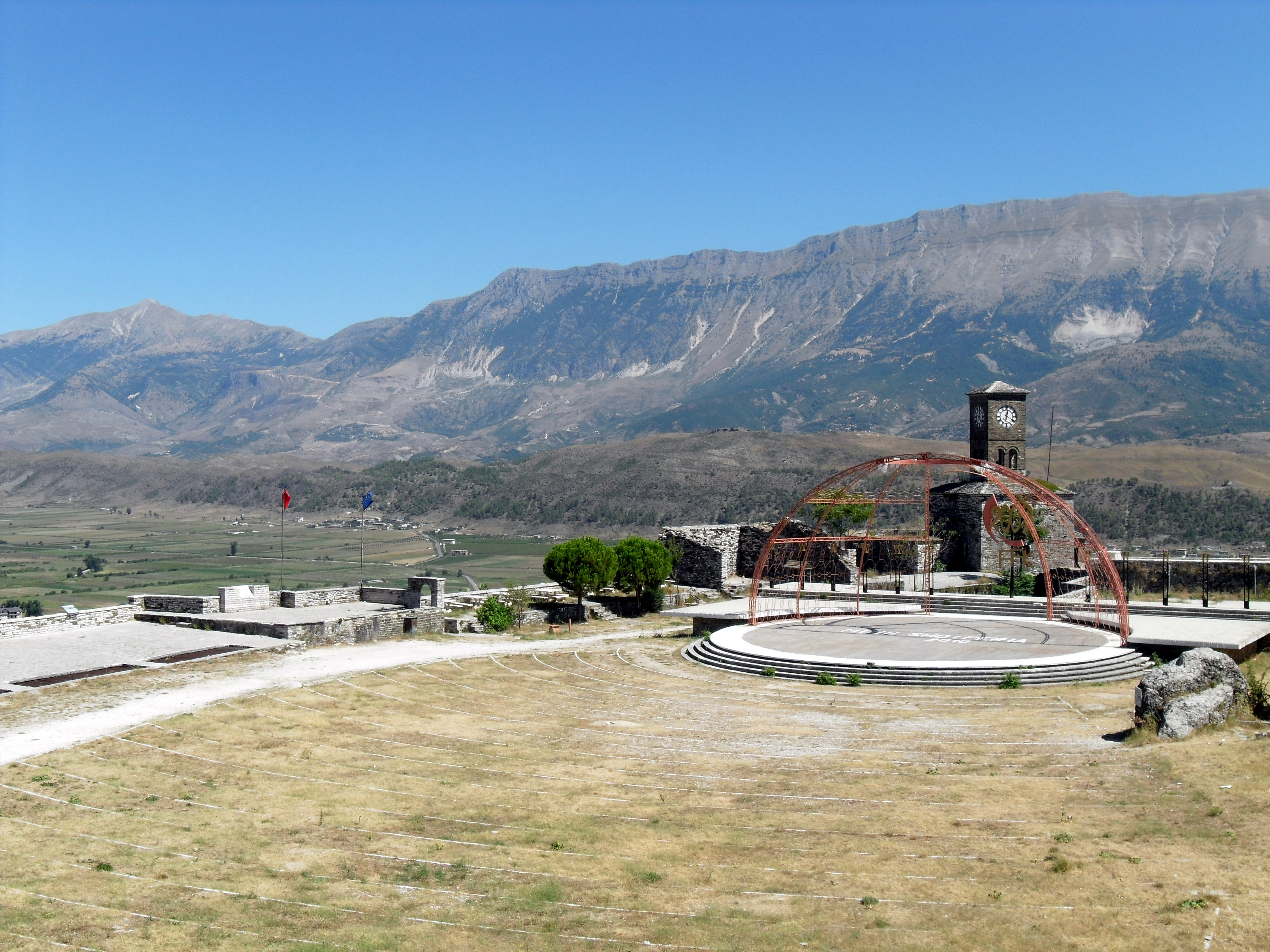
Сцена на фоне цитадели

Национальный фольклорный фестиваль в Гирокастре (алб. Festivali Folklorik Kombëtar i Gjirokastrës) — многодневный фестиваль традиционного музыкального искусства албанцев, который проводится каждые пять лет в городе Гирокастра на юге Албании; важное событие культурной жизни страны. В фестивале участвуют вокальные и танцевальные коллективы в национальных костюмах не только из Албании, но со всех мест, где проживают албанцы (Косово, Турция, Македония, Южная Италия).
Первый всеалбанский фольклорный фестиваль был собран в 1949 году в Тиране. С 1968 года музыкальный праздник проводится на регулярной основе в городе-музее Гирокастре, центр которого является памятником османской архитектуры XVIII—XIX веков и внесён в настоящее время в список Всемирного наследия ЮНЕСКО.
Первый фестиваль проходил с 8 по 16 октября 1968 года и был приурочен к 60-летию Энвера Ходжи, родившегося в Гирокастре. Фестивали 1973, 1978, 1983 и 1988 годов были организованы также в октябре сообразно очередным юбилеям албанского лидера. Фестиваль считался самым важным событием албанской народной музыки, призванным продемонстрировать национальное единство албанцев. Фольклор был одним из немногих музыкальных стилей, развитие которого приветствовалось властями коммунистической Албании. Подробные репортажи о фестивале публиковались в албанской прессе; выступления коллективов передавались по радио и телевидению практически в режиме нон-стоп. Участники фестиваля представляли все регионы страны и выбирались в результате длительных отборочных туров. Нередко на традиционные народные мелодии накладывались новые тексты, прославляющие достижения коммунизма, партизанскую борьбу с итальянцами во время второй мировой войны, деятельность Энвера Ходжи на посту национального лидера. Религиозная музыка была запрещена.
Распад коммунистической системы Албании ударил и по национальному фольклорному фестивалю. В 1993 году очередной фестиваль не проводился. Шестой фестиваль 1995 года состоялся в крепости Берат. Однако в сентябре 2000 года праздник вернулся в Гирокастру, где прошли и фестивали 2004, 2009 и 2015 годов.
Мероприятия фестиваля проходят в цитадели Гирокастры — крепости XII века, расположенной на горе над городом. До 1968 года цитадель использовалась в качестве тюрьмы, в настоящее время в ней открыт музей. В восточной части ансамбля цитадели расположена широкая слегка наклонённая площадка, где выступают артисты. В 2000 году площадка была оборудована круглой сценой под металлическим куполом. Вечером песни и танцы продолжаются уже на улицах старого города.